# بیل باتملی
بیل باتملی (انگلیسی: Bill Bottomley؛ ۴ ژوئن ۱۸۸۶ – ۸ مهٔ ۱۹۵۸) بازیکن فوتبال اهل بریتانیا بود.
از باشگاه‌هایی که در آن بازی کرده‌است می‌توان به باشگاه فوتبال منچستر سیتی اشاره کرد.